# Karli White
Karli White is een Amerikaans voetbalster.

## Carrière
White speelde collegevoetbal voor de Seattle Redhawks en Western Washington Vikings. In 2020 speelde ze een tijdje bij het Japanse FC Jumonji Ventus. White kwam uit voor PEC Zwolle in de Eredivisie in het seizoen 2021/22.

## Statistieken
| Seizoen                    | Club            | Land            | Competitie      | Competitie | Competitie | Beker | Beker | Internationaal | Internationaal | Overig | Overig | Totaal | Totaal |
| Seizoen                    | Club            | Land            | Competitie      | Wed.       | Dlp.       | Wed.  | Dlp.  | Wed.           | Dlp.           | Wed.   | Dlp.   | Wed.   | Dlp.   |
| -------------------------- | --------------- | --------------- | --------------- | ---------- | ---------- | ----- | ----- | -------------- | -------------- | ------ | ------ | ------ | ------ |
| 2021/22                    | PEC Zwolle      | Nederland       | Eredivisie      | 9          | 2          | 1     | 0     | –              | –              | 0      | 0      | 10     | 2      |
| Carrière totaal            | Carrière totaal | Carrière totaal | Carrière totaal | 9          | 2          | 1     | 0     | 0              | 0              | 0      | 0      | 10     | 2      |
| Bijgewerkt tot 14 mei 2022 |                 |                 |                 |            |            |       |       |                |                |        |        |        |        |